# Терпелюк Петро Іванович

Пам'ятна дошка в Коломиї

Петро́ Іва́нович Терпелю́к (15 квітня 1941, с. Шепарівці, Коломийського району — 12 листопада 2012) — скрипаль-віртуоз, диригент, композитор, Народний артист України (16.09.1998), професор кафедри народних інструментів і музичного фольклору Інституту мистецтв Прикарпатського національного університету ім. В. Стефаника. Закінчив Львівську державну консерваторію ім. М. Лисенка за спеціальністю «Скрипка» (1969). З 1977 — на музичному факультеті Івано-Франківського педагогічного інституту ім. В. Стефаника: старший викладач, доцент (2002), професор (2006). Засновник багатьох оркестрів народних інструментів у різних містах області. Як скрипаль-віртуоз виступав на сценах багатьох країн світу в супроводі оркестрів народної музики з Косова, Коломиї, Івано-Франківська, національного оркестру України, спільного оркестру народної музики «Україна, Австрія» та оркестру Гуцульського ансамблю пісні і танцю. Фондові записи на Всесоюзній фірмі «Мелодія», обласному та Національному радіо, компакт-диски. Автор творів для скрипки і фортепіано, обробок народних мелодій для оркерсту народних інструментів.

## Життєпис
Терпелюк Петро народився 15 квітня 1941 року в селі Шепарівцях Коломийського району у музичній родині. Його батько, відомий у своєму оточенні народний музикант, часто грав на весіллях і народних забавах. З дитинства Петро Терпелюк брав участь як музикант у весільних оркестрах. Ця музична практика стала для нього «першою консерваторією». Навчався у Львівській консерваторії імені Миколи Лисенка. І з 1965 року розпочалася його тріумфальна виконавська практика як керівника-організатора і соліста оркестрів народної музики на Прикарпатті — спершу в Косові, пізніше в Коломиї та Івано-Франківську.
Повернення 1971 року до Коломиї знаменне для Терпелюка організацією оркестру народних інструментів «Гуцулія», з яким гастролював у багатьох містах колишнього СРСР, здійснив фондові записи на всесоюзному, республіканському, обласному радіо, записав платівки на всесоюзній фірмі «Мелодія».
З 1977-го Петро Терпелюк працює в Івано-Франківську на музичному факультеті тодішнього Івано-Франківського педагогічного інституту імені В. Стефаника. Того ж року за його ініціативою при міському Будинку культури № 1 м. Івано-Франківська створено оркестр народних інструментів «Рапсодія». 1980 року колектив бере участь у Х Міжнародному фестивалі-конкурсі фольклорного мистецтва Придунайських земель (Югославія), де серед колективів-учасників з 28 країн світу отримав найвищу нагороду — гран-прі та золоті медалі.
З 1981 року Петро Терпелюк очолив Київський оркестр народних інструментів (тепер Національний оркестр народних інструментів України), паралельно викладаючи скрипку в педагогічному інституті імені М. Горького (тепер Національний педагогічний університет імені М. П. Драгоманова). Повернувшись до Коломиї, Петро Іванович 1985 р. створив ще один унікальний колектив — дитячий оркестр «Гуцулятко», що об'єднував молодих виконавців.
З 1998 року Петро Терпелюк — доцент Прикарпатського університету імені В. Стефаника, викладав гру на скрипці, керував фольклорним ансамблем, читав курси «Народно-інструментальне мистецтво України» та «Основи імпровізації». Був професором новоствореної кафедри народних інструментів і музичного фольклору.
З 2003 року Петро Терпелюк розпочав багаточастинне видання збірника «Моя Гуцулія».
Підтвердженням успіхів митця стало присвоєння йому почесного звання «Народний артист України» і вручення обласної премії імені Дениса Січинського в галузі музичного мистецтва.
12 листопада 2012 року помер.